# Landrum Island
Landrum Island är en ö i Antarktis. Den ligger i havet utanför Västantarktis. Argentina, Chile och Storbritannien gör anspråk på området. Arean är 0,50 kvadratkilometer.